# Андерсон, Рэйчел
Рэйчел Андерсон (англ. Rachel Anderson; род. 1943) — британская журналистка и писательница, наиболее известная своими детскими книгами.
В её работах часто присутствует позитивное изображение персонажей с ограниченными возможностями, а также темы социальной несправедливости.

## Биография
Родилась 18 марта в 1943 года в Хэмптон-Корте, графство Суррей, и была второй из пяти детей писательницы Верили Андерсон и её мужа, военного Дональда Андерсона.
После окончания школы сначала стала журналистом: на BBC Radio, в газетах и женских журналах. В течение десяти лет Андерсон была редактором обзоров детских книг американского женского журнала Good Housekeeping. Затем занялась писательской деятельностью и свою первую книгу — «Ананас» (Pineapple, роман для взрослых) опубликовала в 1965 году. В этом же году она вышла замуж за британского театрального академика Дэвида Брэдби. Позже вышли другие её книги для взрослых: «The Purple Heart Throbs: The Sub-Literature of Love» (1974), «Dream Lovers» (1978) и «For the Love of Sang» (1990).
Затем Рэйчел Андерсон стала писать книги для молодых читателей. Она имеет четверых детей и несколько внуков, живёт и работает в Кромере, графство Норфолк. Была удостоена следующих наград:
- 1949 год: Tiny Tots Order of Merit (TTOM)
- 1992 год: Guardian Children’s Fiction Prize
- 1990 год: Medical Journalists' Award

Премия Guardian Children's Fiction Prize присуждается один раз в жизни человека группой британских детских писателей.

## Труды
Книги для детей и подростков:
| - Moffatt’s Road (1978) - Tim Walks (1985) - Jessy Runs Away (1988) - French Lessons (1988) - Tough as Old Boots (1988) - The Bus People (1989) - Julie and the Queen of Tonga (1990) - Best Friends (1991) - Treasures for Cousin Crystal (1992) - The Working Class (1993) - Jessy and the Long-short Dress (1993) | - Black Water (1994) - The Doll’s House (1995) - Princess Jazz and the Angels (1995) - Letters from Heaven (1996) - Blackthorn, Whitethorn (1997) - Carly’s Luck (1998) - Ollie and the Trainers (1999) - The Scavenger’s Tale (2000) - The War Orphan (1984, 2000) - The Flight of the Emu (2001) - Joe’s Story (2001) | - Paper Faces (2002) - The Rattletrap Trip (2003) - Hello Peanut! (2003) - Hugo and the Long Red Arm (2004) - Pizza on Saturday (2004) - The Poacher’s Son (2006) - Warlands (2006) - This Strange New Life (2006) - Red Moon (2006) - Big Ben (2007) - Asylum (2011) | Трилогия «Маленький ангел»: - Little Angel Comes to Stay (1984) - Little Angel, Bonjour (1988) - Happy Christmas Little Angel (1991) |